# Zorzines mantissa
Zorzines mantissa là một loài bướm đêm trong họ Noctuidae.